# UpdateS
『UpdateS』（アップデーツ）は、U&Sの配信限定シングル。

## 解説
2022年11月24日、YouTube上で公開され、特設サイトに歌詞が掲載される。
その後、「霜降り明星のゴールデン☆80'S」（2022年12月25日放送）「Love music」（2023年1月15日放送）に出演し、同曲を披露した。
本作のリリースは、2023年8月18日に「内海光司と佐藤アツヒロのオールナイトニッポンGOLD」において配信リリースが決定したことが告知された後、2023年10月1日にU&S公式X及びJohnny's netにおいて配信日が発表された。
Billboard Japan download Songs 2023年10月11日ランキング にて38位にチャートインした。

## 収録曲
1. UpdateS
作詞：河合英嗣・黒須克彦、作曲：黒須克彦